# Victor Lyngdoh
Victor Lyngdoh (* 14. Januar 1956 in Wahlang, Meghalaya) ist ein indischer Geistlicher und römisch-katholischer Erzbischof von Shillong.

## Leben
Victor Lyngdoh empfing am 25. Januar 1987 das Sakrament der Priesterweihe.
Am 28. Januar 2006 ernannte ihn Papst Benedikt XVI. zum Bischof von Nongstoin. Der Apostolische Nuntius in Indien, Erzbischof Pedro López Quintana, spendete ihm am 2. April desselben Jahres die Bischofsweihe; Mitkonsekratoren waren der Erzbischof von Shillong, Dominic Jala SDB, und der Erzbischof von Imphal, Joseph Mittathany.
Am 15. Oktober 2016 ernannte ihn Papst Franziskus zum Bischof von Jowai. Die Amtseinführung erfolgte am 20. November desselben Jahres. Im Oktober 2019 war Lyngdoh Gast des katholischen Hilfswerkes missio Aachen anlässlich des Monats der Weltmission.
Am 28. Dezember 2020 ernannte ihn Papst Franziskus zum Erzbischof von Shillong. Die Amtseinführung erfolgte am 6. Februar 2021.